# Teresa Chicaba
Teresa Chicaba, née vers 1676 en Afrique de l'Ouest et morte en 1748 à Salamanque, est une religieuse dominicaine affranchie. Après sa mort, un procès en canonisation est ouvert.

## Biographie
Teresa Chicaba naît vers 1676 en Afrique de l'Ouest, dans un des quarante royaumes de la région dite Mina Baja de Oro sur ce qui est appelé alors la côte des Esclaves. À l'âge de neuf ans, elle est capturée et réduite en esclavage. Elle est baptisée Teresa à São Tomé. Elle survie au voyage en Espagne. Elle est offerte par le roi Charles II au marquis de Mancera, Antonio Sebastián de Toledo, qui la donne à sa femme Juliana Teresa Portocarrero y Meneses. Lorsque la marquise meurt en 1703, son testament affranchit Teresa Chicaba et lui lègue un peu d'argent pour entrer dans un couvent. Après avoir été rejetée par plusieurs monastères en raison de sa couleur de peau, elle est acceptée par des religieuses dominicaines du couvent de Sainte Marie-Madeleine de Salamanque, dit La Penitencia. Elle prend alors le nom de Sor Teresa Chicaba de Santo Domingo. Elle n'y est pas autorisé à se hisser au même rang hiérarchique que les autres sœurs, à cause du racisme. Malgré cela, sa réputation comme guérisseuse et conseillère spirituelle se développe. Elle meurt en 1748. Peu après, son procès en canonisation est initié.

## Postérité
Sa vida est publiée par Juan Carlos Miguel Pan y Agua en 1752. Contrairement aux quelques autres biographies de nonnes noires ou amérindiennes dans l'empire espagnol à cette époque, celle de Pan y Agua choisit de souligner l'africanité de Chicaba, en la surnommant la Negrita, en dédiant les sept premiers chapitres à son enfance en Afrique, et aussi en dénonçant les mauvais traitements qu'elle a subis à cause de sa couleur de peau. Néanmoins, Pan y Agua présente Chicaba comme une exception choisie par Dieu, et présente le reste des Africains conformément aux stéréotypes racistes de son époque. De plus, Pan y Agua écrit qu'après sa mort, le visage de l'âme de Chicaba aurait changé de couleur et serait devenu celui d'une femme blanche, ce qui représente selon lui un signe de sainteté,.
En 1810, ses reliques sont déplacées vers le couvent de las Dueñas.